# Hidden (2015)
Hidden is een Amerikaanse psychologische thriller uit 2015 onder regie van Matt en Ross Duffer, die ook het scenario schreven. De hoofdrollen worden vertolkt door Alexander Skarsgård, Andrea Riseborough en Emily Alyn Lind.

## Verhaal
De Verenigde Staten worden geteisterd door een mysterieuze epidemie. Een gezin, bestaande uit Ray, Claire en hun dochter Zoe, hebben zich verschanst in een verlaten schuilkelder vlak voordat de luchtmacht hun stadje bombardeert. In hun schuilplaats leven ze al 301 dagen volgens strikte regels om niet de aandacht te trekken van vijandelijke wezens die ze "Breathers" noemen. Naarmate hun middelen en voorraden beginnen te slinken, lopen de spanningen op totdat hun schuilplaats ontdekt wordt.
Wanneer de Breathers de schuilkelder binnendringen wordt Ray overmeesterd, maar Claire en Zoe slagen erin om te ontsnappen via een luchtschacht. Eenmaal aan de oppervlakte worden ze  door soldaten in beschermpakken gevangengenomen en verhoord. Het blijkt dat het virus zich in de lucht bevindt en dat Ray, Claire en Zoe al van bij het begin besmet werden.
Wanneer Claire en Zoe op het punt staan om geëxecuteerd te worden, duikt Ray plots op en doodt een van de soldaten. Ray heeft bloeddoorlopen ogen en zwarte aders en bloedvaten. Met zijn bovenmenselijke kracht schakelt hij nog drie soldaten uit alvorens hij neergeschoten wordt. Claire en Zoe ontsnappen en Claire, die ondertussen net als Ray getransformeerd is, dood alle resterende soldaten op een na, die haar verwondt voordat Zoe met hem kan afrekenen.
Claire en Zoe zijn nu op de vlucht en schuilen in een riool waar ze Joey ontmoeten, hun vroegere buurjongen. Hij leidt hen naar een groep besmette overlevenden die zich in de riolering schuilhouden en Claire en Zoe sluiten zich bij de groep aan.

## Rolverdeling
| Acteur              | Personage  |
| ------------------- | ---------- |
| Alexander Skarsgård | Ray        |
| Andrea Riseborough  | Claire     |
| Emily Alyn Lind     | Zoe        |
| Steven Elliot       | Ted Neary  |
| Heather Doerksen    | Jillian    |
| William Ainscough   | Joey Neary |

## Release en ontvangst
Hidden ging in première op 15 september 2015 in een beperkt aantal Amerikaanse bioscopen en bracht 310.273 dollar op aan de kassa.
De film behaalde een score van 83% op Rotten Tomatoes, gebaseerd op 6 beoordelingen.